# زيارت (كبغان)
زيارت (بالفارسية: زیارت) هي قرية تقع في إيران في قسم كبغان الريفي. يقدر عدد سكانها بـ 699 نسمة بحسب إحصاء 2016.